# Wilhelm van Lent
Wilhelm van Lent, né le 6 août 1924 et mort le 15 décembre 1980, est un footballeur néerlandais. Il était attaquant.

## Biographie
Prêté au RC Lens par l'AS Troyes-Savinienne lors de la saison 1951-1952, il est définitivement transféré à l'issue de la saison contre 2,5 millions de francs.

## Carrière
- 1950-1951 : Lille OSC
- 1951-1954 : RC Lens
- AS Troyes-Savinienne

## Statistiques
- 62 matches en Ligue 1, 33 buts
- Meilleur buteur lensois lors de la saison 1951/52